# 1936-os magyar úszóbajnokság
Az 1936-os magyar úszóbajnokság legtöbb versenyszámát júliusban rendezték meg Budapesten.

## Eredmények

### Férfiak
| Versenyszám                                                             | Arany                                                             | Arany                                                             | Ezüst                                                             | Ezüst                                                             | Bronz                                                             | Bronz                                                             |
| ----------------------------------------------------------------------- | ----------------------------------------------------------------- | ----------------------------------------------------------------- | ----------------------------------------------------------------- | ----------------------------------------------------------------- | ----------------------------------------------------------------- | ----------------------------------------------------------------- |
| 100 m gyorsúszás Döntő: július 19.                                      | Csik Ferenc BEAC                                                  | 57,8                                                              | Gróf Ödön Újpesti TE                                              | 1:01,8                                                            | Abay Nemes Oszkár Pécsi AC                                        | 1:02,2                                                            |
| 200 m gyorsúszás Döntő: július 18.                                      | Csik Ferenc BEAC                                                  | 2:14,8                                                            | Lengyel Árpád BEAC                                                | 2:16,0                                                            | Gróf Ödön Újpesti TE                                              | 2:18,0                                                            |
| 400 m gyorsúszás Döntő: július 19.                                      | Gróf Ödön Újpesti TE                                              | 4:54,8                                                            | Lengyel Árpád BEAC                                                | 4:55,0                                                            | Kuhinka Vilmos MOVE Eger                                          | 5:15,2                                                            |
| 800 m gyorsúszás Döntő: július 26., Győr                                | Gróf Ödön Újpesti TE                                              | 10:16,4                                                           | Lengyel Árpád BEAC                                                | 10:31,0                                                           | Kuhinka Vilmos MOVE Eger                                          | 10:58,0                                                           |
| 1500 m gyorsúszás Döntő: július 18.                                     | Gróf Ödön Újpesti TE                                              | 20:27,6                                                           | Lengyel Árpád BEAC                                                | 20:31,6                                                           | Kuhinka Vilmos MOVE Eger                                          | 21:11,2                                                           |
| 100 m hátúszás Döntő: július 19.                                        | Lengyel Árpád BEAC                                                | 1:11,6                                                            | Gombos Elemér LASE                                                | 1:11,8                                                            | Nagy Lajos Újpesti TE                                             | 1:17,0                                                            |
| 200 m hátúszás Döntő: július.                                           | Bitskey Árpád MOVE Eger                                           | 2:42,6                                                            | Gombos Elemér LASE                                                | 2:49,0                                                            | Szerdahelyi István Ferencvárosi TC                                | 2:51,4                                                            |
| 100 m mellúszás Döntő: július 18.                                       | Csik Ferenc BEAC                                                  | 1:13,8                                                            | Barócsy Sándor MOVE Eger                                          | 1:16,4                                                            | Lemhényi Dezső BSE                                                | 1:20,0                                                            |
| 200 m mellúszás Döntő: július 19.                                       | A győztes a szintidőt nem teljesítette, így nem avattak bajnokot! | A győztes a szintidőt nem teljesítette, így nem avattak bajnokot! | A győztes a szintidőt nem teljesítette, így nem avattak bajnokot! | A győztes a szintidőt nem teljesítette, így nem avattak bajnokot! | A győztes a szintidőt nem teljesítette, így nem avattak bajnokot! | A győztes a szintidőt nem teljesítette, így nem avattak bajnokot! |
| Folyambajnokság Döntő: augusztus 19.                                    | Halassy Olivér Újpesti TE                                         | 51:30                                                             | Páhok István MTK                                                  | 51:33                                                             | Voitek János BSE                                                  | 51:35                                                             |
| Folyambajnokság csapat Döntő: augusztus 19.                             | Újpesti TE Halassy Olivér Körösi István Schaffer Vágó II. Czetti  | 42 pont                                                           | BSE Voitek János Török Lemhényi Dezső Lakó II. Ferenc Lakó I.     | 43 pont                                                           | MTK Páhok István Hazai Kálmán Brandi Jenő Vadas Király            | 50 pont                                                           |
| 4 × 200 m gyorsváltó Döntő: június 28.                                  | BEAC Lengyel Árpád Székely Kiss Csik Ferenc                       | 9:36,2                                                            | Újpesti TE Körösi Pyber Szabados Gróf Ödön                        | 9:41,2                                                            | MTK Hazai Kálmán Páhok István Laky Brandi Jenő                    | 10:10,0                                                           |
| 400 m vegyes váltó 100 m hát, 200 m mell, 100 m gyors Döntő: június 29. | BEAC Lengyel Árpád Csik Ferenc Kiss Z.                            | 5:09,2                                                            | MOVE Eger Bitskey Barócsy Sándor Kuhinka Vilmos                   | 5:13,2                                                            | Újpesti TE Nagy Lajos Sólyom Gróf Ödön                            | 5:32,8                                                            |

### Nők
| Versenyszám                                 | Arany                                                 | Arany   | Ezüst                             | Ezüst   | Bronz                                             | Bronz   |
| ------------------------------------------- | ----------------------------------------------------- | ------- | --------------------------------- | ------- | ------------------------------------------------- | ------- |
| 100 m gyorsúszás Döntő: július 18.          | Ács Ilona BSE                                         | 1:12,4  | Lenkey Magda III. kerületi TVE    | 1:12,8  | Biró Ágnes Újpesti TE                             | 1:13,6  |
| 200 m gyorsúszás Döntő: július 19.          | Lenkey Magda III. kerületi TVE                        | 2:47,6  | Ács Ilona BSE                     | 2:48,8  | Biró Ágnes Újpesti TE                             | 2:50,8  |
| 400 m gyorsúszás Döntő: július 18.          | Biró Ágnes Újpesti TE                                 | 6:12,4  | Sóthy Boriska BSE                 | 6:12,6  | Ács Ilona BSE                                     | 6:32,2  |
| 100 m hátúszás Döntő: július 19.            | Győrffy Irén BSE                                      | 1:26,8  | Sóthy Boriska BSE                 | 1:33,8  | –                                                 |         |
| 200 m mellúszás Döntő: július 19.           | Hideg Katalin Budapest SE                             | 3:21,2  | Szigeti-Vargha Emília Budapest SE | 3:32,0  | Bethlen Margit Ferencvárosi TC                    | 3:36,2  |
| Folyambajnokság Döntő: augusztus 19.        | Tóth Ilona MUE                                        | 57:56   | Lenkefi Matild BSE                | 58:20   | Győrffy Irén BSE                                  | 58:35   |
| Folyambajnokság csapat Döntő: augusztus 19. | BSE Lenkefi Matild Győrffy Irén Lovász Margit         | 10 pont | MUE Tóth Ilona Szenesné Marosi    | 18 pont | Ferencvárosi TC Szőnyi Teréz Bábel Zsófia Zákányi | 18 pont |
| 4 × 100 m gyors Döntő: augusztus 22.        | BSE Sóthy Boriska Ács Ilona Csukai Lívia Győrffy Irén | 5:26,4  | Ferencvárosi TC                   | 5:39,0  | MUE                                               | 6:11,0  |